# Andreas Michaelsen
Andreas Michaelsen er en tidligere dansk atlet. Han var medlem af Haderslev IF (-1957) og Åbyhøj IF (1958-). Han vandt tre danske atletik mesterskaber.

## Danske mesterskaber
- Sølv 1958 Kuglestød 13.81
- Guld 1958	Diskoskast 46.50
- Sølv 1957	Kuglestød 14.53
- Guld 1956	Kuglestød 14.31
- Guld 1955	Kuglestød 13.86
- Sølv 1954	Kuglestød 13.83